# Playa de los Alemanes
La playa de los Alemanes, también llamada 'playa de Cabo de Plata' y 'playa de Agua en medio', es una pequeña playa próxima a Zahara de los Atunes, aunque situada en el término municipal de Tarifa, en la comarca del Campo de Gibraltar (Cádiz, Andalucía, España).

## Descripción
La playa, situada entre los cabos de Plata y de Gracia, tiene una extensión de 1500 metros y una anchura media de 50 metros y arena fina.
Es una playa poco masificada durante el verano, en parte, por encontrarse lejos de los principales núcleos de población y, sobre todo, por la mayor popularidad de la vecina playa de Atlanterra. En sus proximidades se encuentra la urbanización Atlanterra, perteneciente al municipio de Tarifa.
Las urbanizaciones presentes y la afluencia de veraneantes a la playa ha provocado la casi total desaparición del antiguo sistema dunar existente y la consiguiente pérdida de flora. La escasa superficie aún observable de dunas se encuentra muy fragmentada, debido a la proliferación de caminos desde los aparcamientos y las viviendas hasta la línea de playa. Entre la flora presente destacan el barrón, el grama de mar, las lechetreznas y el cardo marino, entre otras especies litorales.